# X(3872)
X(3872) とは、粒子の1つである。D0中間子とD*0中間子という2個の中間子が結合した中間子分子と考えられており、それと仮定されたものの中では世界で初めて発見された。

## 概要
X(3872) は、高エネルギー加速器研究機構 (KEK)が2003年に発見した新たな粒子である。プレスリリースは同年11月14日になされた。まだ正式な名称が与えられておらず、現在の名称は仮のものである。Xは内部構造の詳細が不明なことを示し、カッコ内の数値はMeV単位で表記した粒子の質量である。

## 性質
X(3872) は、高エネルギー加速器研究機構が所有するKEKB加速器で生成された粒子である。KEKBは、電子と陽電子を加速して衝突させるタイプの加速器で、この衝突によってB±中間子が生成される。実験では、約1億5000万個のB±中間子の崩壊を観測した結果、そのうちの36個がK±中間子とJ/ψ中間子、およびπ+中間子とπ-中間子に崩壊する事がわかった。X(3872) は、B(±)とJ/ψπ+π-の間に存在する新種の中間子として仮定された。崩壊する前のB中間子と崩壊した後のK中間子の電荷は対応しているため、X(3872) は電荷を持たないと考えられている。X(3872) は発見されたベル実験のほか、BaBar実験や陽子・反陽子衝突型加速器でも発見されている。
また、発見後の研究によってγJ/ψ、π+π-π0J/ψという崩壊も発見されているほか、D0D*0π0という崩壊も閾質量に近いため未確定であるが崩壊の兆候が見出されている。これらの崩壊から、JCPの値は1++であることが推定されていたが、2013年のLHCbがLHCを用いた実験で実際にそうである事が示された。なお、角運動量とパリティの保存によって、DDへの崩壊は禁止されている。またアイソスピンの保存はされておらず、少なくともGパリティの保存は破れている事が判明している。

## 構成
J/ψ中間子の質量データから推定される X(3872) の質量は3872.0MeV/c2 (6.9025×10-27kg) とヘリウム原子並である。これは中間子としてはかなり重い。しかし、重い割には寿命が約10-21秒と長い。これは、質量の近い、J/ψ中間子の励起状態であるψ'中間子 (3686MeV) と比べて20倍以上も長い。そのため、当初はチャームクォークと反チャームクォークが結合した中間子であると考えられた。しかし、それでは質量が合わない。むしろ、チャームクォークと反アップクォークで構成されたD0中間子と、その反粒子であるD*0中間子の質量の和である3871.3MeV/c2に極めて近い。このことから X(3872) は、1976年に理論的に示されていた、2個の中間子が強い相互作用で結合した中間子分子である可能性が高いとされた。確認されれば、これは世界で初めて発見された中間子分子である。ただし、一部にこの中間子分子状態を否定する論文も存在する。